# Licaria urceolata
Licaria urceolata är en lagerväxtart som beskrevs av Cyrus Longworth Lundell. Licaria urceolata ingår i släktet Licaria och familjen lagerväxter. Inga underarter finns listade i Catalogue of Life.